# Stazione di Borgone
Stazione di Borgone vasútállomás Olaszországban, Borgone Susa településen.

## Vasútvonalak
Az állomást az alábbi vasútvonalak érintik:
- Torino–Modane-vasútvonal

## Kapcsolódó állomások
A vasútállomáshoz az alábbi állomások vannak a legközelebb:
- Stazione di Bruzolo di Susa
- Stazione di Sant'Antonino-Vaie